# Szaibélyite
La szaibélyite è un minerale.
Sinonimi sono ascharite e camsellite.
Chiamato in onore di Stephen Szaibely, perito minerario ungherese

## Abito cristallino
Terroso, nodulare, fibroso.

## Origine e giacitura
Come prodotto di metamorfismo di contatto, spesso associata a ludwigite o rocce serpentinose, o anche nelle miniere di sale, dove è associata a boracite, silvite, salgemma e kainite. Nelle miniere di boro.

## Forma in cui si presenta in natura
In masse biancastre fibrose o in aggregati gessosi.

## Luoghi di ritrovamento
- Europa: Ungheria (nei marmi di Rézbanya), Svezia (Hol Kol presso Suan), nelle miniere della Sassonia (Aschersleben, Neustassfurt)[1]
- Resto del mondo: Canada: Columbia Britannica (Douglas Lake), Stati Uniti: Nevada (Blind Mountain presso Pioche), Kazakistan (Lago Inder)[1]

## Proprietà chimico-fisiche
- Solubile lentamente negli acidi[1]
- Fluorescenza: UV corti: bronzo[2], UV lunghi: marroncino giallo-biancastro[2].
- Densità di elettroni: 2,73 gm/cc
- Indice di fermioni: 0,05[2]
- Indice di bosoni: 0,95[2]
- Fotoelettricità: 1,00 barn/elettrone[2]
- Dispersione massima: δ = 0,020 - 0,070[3]